# Боснийская Посавина

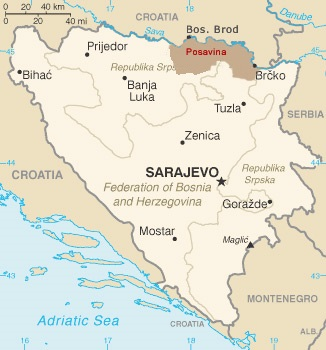
Боснийская Посавина на территории Боснии и Герцеговины

Боснийская Посавина — регион в северо-восточной части Боснии и Герцеговины, крупная равнина на южном берегу Савы. Река ограничивает область с севера, северо-западной границей является гора Мотайица, южной — горы Озрен и Требава, юго-восточной — гора Маевица.
С центральной частью Боснии и Герцеговины регион связан естественным проходом по долине реки Босна через Добойское и Врандукское ущелья, западные части доступны через естественный проход вдоль реки Укрина.
Практически вся часть территории Боснийской Посавины административно относится к Республики Сербской, за исключением двух хорватских анклавов, составляющих Посавский кантон.

## Экономика
В период перед Боснийской войной, особенно в последние десять лет, Боснийская Посавина была одним из самых богатых районов в Боснии и Герцеговине. Она имела важное сельскохозяйственное («житница Боснии и Герцеговины») и промышленное (нефтеперерабатывающие заводы в Броду и Модриче, металлургические и химические предприятия, фабрики мебели, текстиля, одежды, обуви) значение. Регион богат водными и лесными ресурсами.

## Транспорт
Боснийская Посавина связана с другими частями Боснии и Герцеговины, Хорватией и остальной Европой сетью шоссейных дорог, железнодорожным и речным транспортом. Основные направления: Шамац — Модрича — Добой — Сараево — Мостар — Плоче; Орашье — Тузла — Сараево — Мостар — Плоче; Брод — Дервента — Добой — Зеница — Сараево — Мостар — Плоче. Железнодорожная магистраль:  Шамац — Модрича — Зеница — Сараево.
Река Сава проходит вдоль всей Боснийской Посавины. Крупнейший речной порт — Шамац.

## Население
По данным переписи населения 1991 года в Боснийской Посавине проживало 312 401 человек. Из них:
- Хорваты : 135 640, 44%
- Сербы : 79 643, 26%
- Боснийцы: 72 126, 23%